# حشره‌خوار کوتوله آمریکایی
 حشره‌خوار کوتوله آمریکایی (نام علمی: Sorex hoyi) نام یک گونه از سرده حشره‌خوارهای دم‌دراز است.